# 岡部冬彥
岡部冬彥（日语：岡部冬彦，1922年12月27日—2005年5月16日），日本漫畫家、科學記者
。

## 經歷
東京都澀谷區出身。東京美術學校（現東京藝術大學）畢業。1961年以《アッちゃん》、《ベビー・ギャング》獲得第7屆文藝春秋漫畫賞。
退出一線漫畫家後，成為科學記者，關注通信、交通、能源等問題，曾擔任國際交通安全學會理事及日本旅行作家協會副會長。
1989年獲頒發紫綬褒章，1995年獲頒發勲四等旭日小綬章。
2005年5月16日因心肌梗塞逝世，享壽82歲。

## 相關人物
岡部冬彥之長子是作家岡部いさく，長女是漫畫家及繪本作家岡部理佳，次女是插畫家水玉螢之丞。